# Червоносілка (Житомирський район)
Червоносі́лка — село в Україні, у Житомирському районі, Житомирської області. Входить до складу Курненської сільської громади. Населення становить 119 осіб.

## Історія
Колишні назви Кароліно-Дермань, Дермань. У 1906 році — колонія Курненської волості Новогад-Волинського повіту Волинської губернії. Відстань від повітового міста 32 версти, від волості 7. Дворів 46, мешканців 247.
У 1926—30-х роках — адміністративний центр Кароліно-Дерманської сільської ради.

## Населення

### Мова
Розподіл населення за рідною мовою за даними перепису 2001 року:
| Мова       | Кількість | Відсоток |
| ---------- | --------- | -------- |
| українська | 118       | 99.16%   |
| російська  | 1         | 0.84%    |
| Усього     | 119       | 100%     |